# سفر پرماجرا
سفر پرماجرا فیلمی به کارگردانی و نویسندگی سیامک اطلسی محصول سال ۱۳۷۴ است.

## خلاصه داستان
محسن تابان بعد از ازدواج با آهی، راهی سفر می‌شوند. در جاده، پلیس مشغول بازرسی اتومبیل‌ها می‌باشد تا سارقینی را که موجودی صندوق یک کارخانه را با خود برده‌اند دستگیر کند. اما سارقین با استفاده از یک لحظه غفلت محسن، ساک محتوی پولها را در باربند ماشین آن‌ها جاسازی می‌کنند. در جاده ساک از روی باربند می‌افتد و ماشین بعدی که سرنشینان آن زن و شوهر جوانی هستند ساک را به محسن و آهی تحویل می‌دهند. محسن و آهی بعد از مستقر شدن در یک هتل تازه متوجه شباهت ظاهری ساک می‌شوند.

## بازیگران
- فردوس کاویانی
- مهرانه مهین‌ترابی
- مژگان طاهریان
- داوود ناظمی
- داوود اسکندری
- حشمت‌الله آرمیده
- محمدحسین پناهی
- مهدی قبادی
- نیکو خردمند
- آزیتا لاچینی
- سیامک اطلسی
- زهره صفوی
- حلیه اولیاییان
- اسفندیار ابراهیمی
- ابراهیمی
- جمالی
- بیژن نوری
- محمدابراهیم ابراهیمی
- رضا شهرامی
- رسول قربان نشتائی
- نانی خضری